# Michel Galabru
Michel Galabru, született Michel Louis Edmond Galabru (Szafi, Marokkó, 1922. október 27. – Párizs, 2016. január 4.) César-díjas francia színész.

## Fiatalkora és családja
1922. október 27-én született a marokkói Szafiban, Paul Galabru (1892-1988), a Hidak és Autópályák Országos Iskolájának mérnöke és professzora, valamint Yvonne Payré (1895-1979) fiaként. Életének első hét évét Szafi-ban töltötte, ahol az apja a város kikötőjének építésében, majd gyermekkorának nagy részében a hérault-i Le Bousquet-d’Orb-ban élt. Néhány évet töltött Le Havre-ben.
Két testvére volt, Marc Galabru (1929-2014), orvos és Jean, a legidősebb, aki verseket írt, 18 éves korában halt meg tuberkulózisban.
Első célja az volt, hogy hivatásos labdarúgóvá váljon (gyermekkora óta nagy támogatója volt a Montpellier Olimpiai Stadionnak), de végül a színészi munka vonzotta.

## Pályafutása
Filmes pályafutása az 1940-es évek végén kezdődött. Legismertebb filmes szerepét az 1964-ben kezdődő Csendőr-sorozat Jeromos Gabaj, főtörzsőrmester megformálása hozta számára, Louis de Funès partnereként.
A bíró és a gyilkos című filmben nyújtott alakításáért 1976-ban elnyerte a legjobb színésznek járó César-díjat. Ebben a filmben egy mániákus, XIX. századi, falusi sorozatgyilkost játszott.

## Magánélete
Élete során kétszer házasodott.
Első házastársa Anne Jacquot volt, akitől két fia született: Jean (1960. október 14.) és Philippe. Később elváltak.
Második feleségével, Claude Etevenon-al a La Honte de la famille c. film forgatása idején találkozott. Sok éven keresztül "titkos" kapcsolatot tartott vele. Ez idők alatt született közös lányuk Emmanuelle (1976).
Galabru és Claude végül az 1990-es évek elején összeházasodtak. Ez a házasság 2015. augusztus 13-án Claude Etevenon halálával ért véget.

## Halála és temetése
2016. január 4-én, 93 éves korában hunyt el álmában. Halála előtt nagyon mélyen érintette fivérének, Marc-nak 2014 októberében bekövetkezett halála, majd feleségének, Claude-nak 2015. augusztusi halála, melyet Parkinson-kór okozott.
Temetésére 2016. január 12-én került sor a párizsi Saint-Roch templomban. A Montmartre-i temetőben nyugszik.

## Filmográfia

### 1948–1959
- 1948: La Bataille du feu vagy Les Joyeux conscrits, rendező: Maurice de Canonge - tűzoltó
- 1949: Dernière heure, édition spéciale, rendező: Maurice de Canonge - szállodai recepciós
- 1951: Ma Femme, ma vache et moi, rendező Jean-Devaivre
- 1954: Les Lettres de mon moulin (film, 1954), rendező: Marcel Pagnol - Baptistin
- 1955: Trois de la Canebière, rendező: Maurice de Canonge - Pénible, a régi kikötő halásza
- 1958: Suivez-moi jeune homme, rendező: Guy Lefranc - Aristide Oranos, a milliárdos
- 1958: L'Increvable de Jean Boyer - Augustin Robustal
- 1958: Itt a gyémánt, hol a gyémánt? - spanyol vámos
- 1959: Du rififi chez les femmes, rendező Alex Joffé - belga tűzoltó
- 1959: L'Eau à la bouche, rendező: Jacques Doniol-Valcroze - César
- 1959: Les Affreux, rendező: Marc Allégret - Peloux

### 1960–1969
- 1960:
  - Les Mordus, rendező: René Jolivet - Fred
  - La Croix et la bannière, rendező: Philippe Ducrest - Bob
  - Un soir sur la plage, rendező: Michel Boisrond - felügyelő
- 1961:
  - La Fayette (film), rendező: Jean Dréville - fogadós
  - Les Nouveaux Aristocrates, rendező: Francis Rigaud - Menuzzi apja
  - Híres szerelmek, rendező: Michel Boisrond - Champagne a "Lauzun" jelenetben
- 1962:
  - Gombháború (film, 1962), rendező: Yves Robert - Bacaillé apja
  - Nous irons à Deauville, rendező: Francis Rigaud - Mercier úr, a főnök 
  - La Salamandre d'or, rendező: Maurice Regamey - Cornélius, az alkimista
  - Le Voyage à Biarritz, rendező: Gilles Grangier - Touffanel
  - Tartarin de Tarascon (film, 1962), rendező: Francis Blanche - Barbassou
- 1963:
  - Le Bon Roi Dagobert (film, 1963), rendező: Pierre Chevalier - "Kis" Pipin
  - Clémentine chérie, rendező: Pierre Chevalier - mérnök
  - Konyhai csetepaték, rendező: Gilles Grangier - Maximin
  - Les Motorisées (Le Motorizzate), rendező: Marino Girolami - Pompéo Saronno a "La femme au volant" jelenetben
  - La Bande à Bobo, rendező: Tony Saytor - Bourrache
- 1964:
  - A Saint Tropez-i csendőr, rendező: Jean Girault - Jeromos Gabaj, főtörzs
  - La Bonne Occase, rendező: Michel Drach - Colmar
  - Les Gorilles, rendező: Jean Girault - 2. alkalmazott
  - Les Pieds nickelés, rendező: Jean-Claude Chambon - Ribouldingue, a szakállas
- 1965:
  - Angélique és a király, rendező: Bernard Borderie - Bontemps
  - A csendőr New Yorkban, rendező: Jean Girault - Jeromos Gabaj, főtörzs
  - La Bourse et la Vie, rendező: Jean-Pierre Mocky - Maître Laprise, jegyző
  - Vidám hétvége, franciául "Les enquiquineurs". rendező: Roland Quignon - Dagobert
  - Les Baratineurs, rendező: Francis Rigaud - vállalkozó
  - Moi et les hommes de quarante ans, rendező: Jack Pinoteau - Bricaud
- 1966:
  - La Sentinelle endormie, rendező: Jean Dréville - Florin
  - Le facteur s'en va-t-en guerre, rendező: Claude Bernard-Aubert - Claparède
  - Brigade anti-gang, rendező: Bernard Borderie - Larmeno
  - Monsieur le président-directeur général vagy "Appelez moi Maître", rendező: Jean Girault - Abel T. Léonard
- 1967:
  - Le Mois le plus beau, rendező: Guy Blanc - Besson
  - Felmondtam, jöjjön vissza, rendező: Robert Dhéry - Scipion
- 1968:
  - Un drôle de colonel, rendező: Jean Girault - ezredes
  - A csendőr nősül, rendező: Jean Girault - Jeromos Gabaj, főtörzs
  - Les Gros Malins vagy "Le champion du tiercé". rendező: Raymond Leboursier - plébános
  - Ces messieurs de la famille, rendező: Raoul André - tizedes
- 1969:
  - La Honte de la famille, rendező: Richard Balducci - Nagy Maspic, a gonosztevő
  - L'Auvergnat et l'Autobus, rendező: Guy Lefranc - rendőr
  - Aux frais de la princesse, rendező: Roland Quignon - Dagobert
  - Un merveilleux parfum d'oseille, rendező: Renaldo Bassi - jegyző
  - Poussez pas grand-père dans les cactus, rendező: Jean-Claude Dague - felügyelő
  - Et qu'ça saute, rendező: Guy Lefranc - Guttierez

### 1970–1979
- 1970: A csendőr nyugdíjban de Jean Girault - Jérôme Gerber altiszt
- 1971:
  - La Grande Maffia..., rendező: Philippe Clair
  - Jo (film), rendező: Jean Girault - M. Tonelotti, építési vállalkozó
  - Le Viager, rendező: Pierre Tchernia - Doktor Léon Galipeau
- 1972:
  - L'Oeuf, (de Félicien Marceau), film de Jean Herman - Gaston Berthoullet
  - La Belle Affaire, rendező: Jacques Besnard - csendőr
  - L'Heptaméron (film, 1973) vagy Ah! si mon moine voulait, rendező: Claude Pierson - Lamothe
  - Les Joyeux Lurons (film), rendező Michel Gérard - Bossuet, a tolvaj
  - Elle cause plus... elle flingue, rendező: Michel Audiard - bíboros
  - La Valise, rendező: Georges Lautner - Baby Milandris, görög milliomos
  - Quelques messieurs trop tranquilles, rendező: Georges Lautner - M. Peloux, tanító
- 1973:
  - A nagy kóceráj de Claude Zidi - Emile
  - La Dernière Bourrée à Paris, rendező: Raoul André - Jules Peyrac
  - Le Concierge, rendező: Jean Girault - Robert Foraz
  - Le Führer en folie, rendező: Philippe Clair - M. Achtung
  - Les Vacanciers, rendező: Michel Gérard - Aloyse Frankensteinmuhl
  - Le Plumard en folie, rendező: Jacques Lemoine - Charles
  - Par ici la monnaie ou Les démerdards, rendező: Richard Balducci - érsek
- 1974:
  - Section spéciale (film), rendező: Constantin Costa-Gavras - Cournet
  - Un linceul n'a pas de poches, rendező: Jean-Pierre Mocky - Thomas
  - Deux Grandes Filles dans un pyjama, rendező: Jean Girault - M. Canavèse
  - Párizsi alvilág, rendező: Pierre Tchernia -  Lalatte komisszár
  - Y a un os dans la moulinette, rendező: Raoul André - Emile
  - Soldat Duroc, ça va être ta fête, rendező: Michel Gérard - pék
  - C'est jeune et ça sait tout vagy Y a pas de mal à se faire du bien, rendező: Mulot - Lambris komisszár
  - Laisse-moi rêver, rendező: Robert Ménégoz - Charles
- 1975:
  - Le Grand Fanfaron, rendező: Philippe Clair - Gilles Castelet
  - L'Ibis rouge, rendező: Jean-Pierre Mocky - Raymond Viliers
  - La Grande Récré ou Les pirates de la butte, rendező: Claude Pierson - komisszár
- 1976:
  - Le Chasseur de chez Maxim's (film, 1976), rendező: Claude Vital - M. Julien
  - L'Intrépide (film, 1975), rendező: Jean Girault - Léonardos
  - Monsieur Balboss, rendező: Jean Marbœuf - Balboos komisszár
  - Les Bidasses en cavale, rendező: Philippe Clair
  - Le mille-pattes fait des claquettes, rendező: Jean Girault - M. de Beaugenay
  - A bíró és a gyilkos, rendező: Bertrand Tavernier - Joseph Bouvier őrmester
  - Le Trouble fesse, rendező: Raoul Foulon - Eugène Lajoux
  - La Profanation, rendező: René Andrieux
  - Csoportkép hölggyel (Gruppenbild mit dame), rendező: Aleksandar Petrović - Walter Pelzer
- 1977:
  - Le Maestro, rendező: Claude Vital - M. de Morgeaux
  - La Nuit de Saint-Germain-des-Près, rendező: Bob Swaim - Nestor Burma nyomozó
  - Qui a tué le chat ? (Il gatto), rendező: Luigi Comencini - Francisci komisszár
  - Le beaujolais nouveau est arrivé, rendező: Jean-Luc Voulfow - kapitány
  - L'Amour en herbe, rendező: Roger Andrieux - Morel, az apa
- 1978:
  - L'Horoscope, rendező: Jean Girault - M. Planchetau
  - Le Pion, rendező: Christian Gion - tanfelügyelő
  - Chaussette surprise, rendező: Jean-François Davy - a tévé rabja
  - Confidences pour confidences, rendező: Pascal Thomas - Gabriel, az unokatestvér
  - L'Amour en question, rendező: André Cayatte - ügyész
  - Őrült nők ketrece, rendező: Édouard Molinaro - Simon Charrier képviselő
  - Zsaru vagy csirkefogó?, rendező: Georges Lautner - Grimaud
  - Genre masculin (film), rendező: Jean Marbœuf - Pierre
- 1979:
  - Ciao les mecs, rendező: Sergio Gobbi - környezetbarát kistermelő
  - La Ville des silences, rendező: Jean Marbœuf - Nathan Farijacques
  - A csendőr és a földönkívüliek, rendezŐ. Jean Girault - Jérôme Gerber segédtiszt
  - Le Mors aux dents (film), rendezŐ. Laurent Heynemann - Charles Dréant
  - Ki a nyerő?, rendezŐ: Christian Gion - M. Dupré-Granval
  - Szabadlábon Velencében, rendezŐ: Georges Lautner - Achille Sureau
  - Laisse-moi rêver vagy Drôles de diams, rendező: Robert Ménégoz - Charles, a csaló
  - Arrête de ramer, t'attaques la falaise !, rendező: Michel Caputo - Don Fernand

### 1980–1989
- 1980:
  - Le Cerveau du super-gang ou "Escapade" (Car-Napping - Bestellt, geklaut, geliefert), rendező: Wigbert Wicker - Mario, a második autóárus
  - Egy hét vakáció, rendező: Bertrand Tavernier - M. Mancheron
  - Duos sur canapé, rendező: Marc Camoletti - Bernard, az ügyvéd
  - Őrült nők ketrece 2., rendező: Édouard Molinaro - Simon Charrier képviselő
  - Signé Furax (film), rendező: Marc Simenon - Black nyomozó
  - A fösvény, rendező: Jean Girault és Louis de Funès - Jacques ügyvéd
  - Éretlenek, rendező: Claude Zidi - Grasset komisszár
  - Fotogén vagyok (Sono fotogenico) de Dino Risi - Del Giudice producer
  - Une merveilleuse journée, rendező: Claude Vital - Pinède, a megcsalt férj
  - Celles qu'on n'a pas eues, rendező: Pascal Thomas - Emile Loubignac
  - Tout dépend des filles, rendező: Pierre Fabre - Lucien, az orvvadász
- 1981:
  - A fegyverek választása, rendező: Alain Corneau - Bonnardot komisszár
  - Le Bahut va craquer, rendező: Michel Nerval - iskolaigazgató
  - Les Bidasses aux grandes manœuvres, rendező: Raphaël Delpard - Desjument ezredes
  - Si ma gueule vous plaît, rendező: Michel Caputo - Fabien de Lingeau elnök-vezérigazgató
  - Est-ce bien raisonnable ?, rendező: Georges Lautner - Emile Dugaineau végrehajtó
  - Les Fourberies de Scapin, rendező: Roger Coggio - Géronte
  - Salut j'arrive, rendező: Gérard Poteau - Gaston, Minou apja
  - Le Bourgeois gentilhomme (film, 1982), rendező: Roger Coggio - M. Jourdain
- 1982:
  - Te marre pas ... c'est pour rire !, rendező: Jacques Besnard - Michel Frémont, szakszervezeti küldött
  - Y a-t-il un Français dans la salle ?, rendező: Jean-Pierre Mocky - Victor Réglisson
  - On s'en fout, nous on s'aime, rendező: Michel Gérard - Aristote nagybácsi
  - Les Diplômés du dernier rang de Christian Gion - Marcel, az igazgató
  - Le Braconnier de Dieu de Jean-Pierre Darras - Hilaire
  - A csendőr és a csendőrlányok, rendező: Jean Girault és Tony Aboyantz - Jérôme Gerber adjutáns
- 1983:
  - On l'appelle catastrophe, rendező:Richard Balducci - Fernand Debuisson, bankigazgató
  - C'est facile et ça peut rapporter... 20 ans, rendező: Jean Luret - Malaveilla márki, szélhámos
  - Papi, a hős, rendező: Jean-Marie Poiré - Papy
  - Gyilkos nyár, rendező: Jean Becker - Gabriel, Eliane rokkant apja
  - T'es heureuse...? moi toujours, rendező: Jean Marbœuf - a bisztró tulajdonosa
  - Sandy, rendező: Michel Nerval - Fernand
  - En cas de guerre mondiale je file à l'étranger, rendező: Jacques Ardouin - M. Ponsard, kiadó
  - Vous habitez chez vos parents ?, rendező: Michel Fermaud - André Martell
- 1984:
  - La Triche, rendező: Yannick Bellon - Jean és Sylvain Morane
  - Réveillon chez Bob, rendező: Denys Granier-Deferre - Douglas, a fegyvermániás
  - A mi történetünk, rendező: Bertrand Blier - Emile Pecqueur
  - Adam et Eve, rendező: Jean Luret - Léon Blachurpe / Adam
  - Les Fausses Confidences, rendező: Daniel Moosmann - M. Rémy
  - Partenaires, rendező: Claude d'Anna - Charlie, a színház gondnoka
  - Du sel sur la peau, rendező: Jean-Marie Degesves - M. Bideau
  - Le téléphone sonne toujours deux fois !!, rendező: Jean-Pierre Vergne - keresztanya
- 1985:
  - Tranches de vie, rendez: François Leterrier - a parasztember, aki az orgazmusról tart előadást
  - Le Facteur de Saint-Tropez, rendező: Richard Balducci - Charles de Lespinasse képviselő
  - Metró de Luc Besson - Gesberg komisszár
  - Őrült nők ketrece 3.: Az esküvő, rendező: Georges Lautner - Simon Charrier képviselő
  - Monsieur de Pourceaugnac, rendező: Michel Mitrani - M. de Pourceaugnac
  - Ne prends pas les poulets pour des pigeons, rendező: Michel Gentil - Dufresne komisszár
- 1986:
  - Kamikaze (film), rendező: Didier Grousset - Albert, a paranoiás gyilkos
  - Les Frères Pétard, rendező: Hervé Palud - Momo apja
  - Gérard Floque kicsapongó élete de Georges Lautner - Jean-Etienne Nasal
  - Je hais les acteurs, rendező: Gérard Krawczyk - Bison, az ötvenes éveiben járó színész
  - Suivez mon regard, rendező: Jean Curtelin - tanító
  - Grand Guignol, rendező: Jean Marbœuf - Charlie, aki vicces kellékeket árul
  - Un gendarme en Bénidorm, rendező Tomas Aznar
- 1987:
  - Envoyez les violons, rendező Michel Andrieux - Dino Pizzoli
  - Poule et frites, rendező Luis Rego - M. Martinez
  - Vigyázz jobbról, rendező Jean-Luc Godard - admirális
- 1988:
  - Rejtélyes vendég, rendező Georges Lautner - M. Le Boureux
  - Sans défense, rendező Michel Nerval - Jules Rampin
  - Corentin ou Les infortunes conjugales, rendező Jean Marbœuf
- 1989:
  - A francia forradalom (La Révolution française - Les Années lumières, rendező Robert Enrico - Maury abbé
  - La Folle Journée ou le mariage de Figaro, rendező Roger Coggio - Bartholo
  - Le silence d’ailleurs, rendező Guy Mouyal - Henri
  - Le dénommé, rendező Jean-Claude Dague - vizsgálóbíró
  - Le provincial, rendező Christian Gion - Ernest Cazavant

### 1990–1999
- 1990:
  - Uranus (film), rendező: Claude Berri - Monglat, a feketepiac királya
  - Feu sur le candidat, rendező: Agnès Delarive - Robert Cavaillon
- 1991:
  - Le Jour des rois, rendező: Marie-Claude Treilhou - Georges
  - Room service (film, rendező: Georges Lautner - Fernand Castagnier
  - Les Eaux dormantes, rendező: Jacques Tréfouel - Fouchard, az inas
- 1992: Belle Époque (film), rendező: Fernando Trueba - Danglard
- 1995: Rainbow pour Rimbaud, rendező: Jean Teulé - apa
- 1996: Mon homme, rendező: Bertrand Blier - a Marie nevű prostituált vendége
- 1997: Hors jeu (film), rendező: Karim Dridi - önmagát alakítja
- 1998: Legyen világosság!, rendező: Arthur Joffé - dél istene
- 1999:
  - Asterix és Obelix, rendező: Claude Zidi - Abraracourcix, a gallok vezére
  - Les Infortunes de la beauté, rendező: John Lvoff - a férfi, aki után kémkednek

### 2000–2009
- 2000: Színészek, rendező: Bertrand Blier - önmagát alakítja
- 2002: Nuit noire, rendező: Daniel Colas - az öreg
- 2003:
  - Les Clefs de bagnole, rendező: Laurent Baffie - a tanító
  - Özönvíz (animációs film), rendező: Jacques-Rémy Girerd - a Roger nevű elefánt hangja
  - San-Antonio (film, 2004), rendező: Laurent Touil-Tartour - Achille, a rendőrfőnök
- 2004: Pollux, le manège enchanté (animációs film), rendező: Dave Borthwick és Jean Duval - Zabadie hangja
- 2007:
  - Antonio Vivaldi, un prince à Venise, rendező: Jean-Louis Guillermon - XIII. Benedek pápa
  - A lány és a farkasok, rendező: Gilles Legrand - Albert Garcin
- 2008:
  - Bouquet final, rendező: Michel Delgado - Monsieur Froissard
  - Bienvenue chez les Ch’tis, rendező: Dany Boon - Julie nagybácsija
- 2009:
  - Neuilly sa mère!, rendező: Gabriel Julien-Laferrière - szenátor
  - Cinéman, rendező: Yann Moix - orvos
  - Nicolas az iskolában (Le Petit Nicolas), rendező: Laurent Tirard - oktatásügyi miniszter

### 2010-2016
- 2010:
  - Mumu, rendező: Joël Séria - Gatineau
  - Louis la chance (animációs film), rendezte: Philippe Leclerc és Xavier Aliot - Pépé hangja
  - Gyilkos méreg, rendező: Katell Quillévéré - Jean